# Митко Бабинський
Митко́ Іва́нович Ба́бинський (?— після 1506) — руський (український) боярин з роду Бабинських. Зем'янин у Кременецькому та Луцькому повіті Волинської землі Великого князівства Литовського. Родове гніздо —  Бабин.

## Діяльність
Митко Бабинський єдиний відомий син Івашка Бабинського. Згадується 24 червня 1486 року у Литовській метриці. Фігурує як свідок у наказі короля Олександра І Ягеллончика від 10 вересня 1506 року щодо розмежування заславських і острозьких володінь. "Судді, яких взяли собі князь Андрій Олександрович Санґушко і князь Іван Юрійович Жеславський, князь Петро Михайлович, пан Микита Чаплич городничий луцький, пан Петро Мушатич та пан Митко Бабинський розмежували маєтки острозькі від заславських в Білотині".
Отримав привілей на володіння селом Денятин у Кременецькому повіті за підписом короля і великого князя литовського Олександра І Ягеллончика, згодом, за підтверджувальним актом від 19 липня 1506 року виклопотав і відповідний документ. Згідно з ним, король підтвердив право на вічне володіння селом Денятин — Митку Бабинському. Відомо, що станом на 1538 рік цим селом вже володів Боговитин Петрович Шумбарський.